# La jena
La jena (The Body Snatcher), conosciuto in Italia anche con il titolo La iena - L'uomo di mezzanotte, è un film del 1945 diretto da Robert Wise e interpretato da Boris Karloff, Henry Daniell e Bela Lugosi.
Basato sul racconto Il trafugatore di salme di Robert Louis Stevenson e agli omicidi avvenuti in Scozia tra il 1827 e il 1828 ad opera dei cosiddetti "assassini di West Port", fu adattato per lo schermo da Philip MacDonald e Val Lewton (accreditato come Carlos Keith) e vide due "icone horror" come Karloff e Lugosi recitare per l'ottava e ultima volta insieme.
Nel 2001 è stato uno dei 400 titoli scelti dall'American Film Institute per essere inclusi tra i cento film più avvincenti del cinema americano, non riuscendo però a entrare nella classifica finale.

## Trama
Edimburgo, 1831. Il dottor MacFarlane divide il suo tempo tra la professione di chirurgo e quella di docente di anatomia. Quando la signora Marsh gli chiede di operare la figlia paraplegica Georgina, il medico è costretto a rifiutare a causa dei suoi impegni con l'insegnamento. Durante la notte il dottor Fettes, suo giovane assistente, viene svegliato dal vetturino e trafugatore di tombe John Gray che gli consegna un cadavere da usare durante le lezioni e gli esperimenti. MacFarlane conosce da molto tempo Gray, che il giorno successivo lo minaccia di rivelare il suo oscuro segreto se non si occuperà di Georgina. MacFarlane inizialmente acconsente ma in seguito rinnega la promessa di un intervento che ritiene troppo rischioso senza materiale su cui sperimentare. Fettes chiede quindi a Gray di procurargli un cadavere, rimanendo scioccato quando la sera stessa si vede consegnare quello della mendicante che aveva incontrato poco prima. Lo studente pensa che la morte della ragazza sia opera del vetturino ma MacFarlane gli consiglia di non avvisare la polizia e si prepara ad eseguire l'intervento su Georgina.
L'operazione sembra avere buon esito ma dopo alcuni giorni la bambina non è ancora in grado di camminare. Ormai disilluso, MacFarlane va alla locanda per dimenticare il suo fallimento quando si fa vivo Gray, che lo tormenta alludendo di nuovo al misterioso passato che li tiene legati. Più tardi Gray riceve la visita di Joseph, il domestico di MacFarlane che ha saputo della mendicante uccisa e tenta di estorcergli del denaro in cambio del suo silenzio. Dopo aver finto di cedere al ricatto, Gray lo uccide e più tardi consegna il suo cadavere al laboratorio di MacFarlane come un "regalo". Non più disposto a tollerare la situazione, il medico decide di chiudere i conti con il vetturino una volta per tutte e dopo avergli offerto invano del denaro per sparire lo uccide e nasconde il corpo nel suo studio.
Nel frattempo Fettes scopre il segreto di MacFarlane grazie alla sua governante e moglie segreta Meg: lui e Gray erano stati coinvolti nelle vicende che avevano visto protagonisti i ladri di cadaveri Burke e Hare e al processo Gray aveva coperto le responsabilità di MacFarlane, che da allora considerava in debito con lui. Più tardi il giovane medico apprende che l'operazione di Georgina ha avuto successo e corre a dare la buona notizia a MacFarlane che, in preda all'euforia per la morte di Gray, lo convince a profanare una tomba scavata di fresco. I due caricano il cadavere di una donna sulla carrozza ma nel mezzo di una tempesta sulla via del ritorno MacFarlane sente la voce del vetturino che lo schernisce. Ferma la carrozza e ordina a Fettes di scendere per controllare, ma quando questi scopre il corpo quello che il medico vede è il volto di Gray. I cavalli scattano spaventati dalla tempesta e fanno finire la carrozza giù da una scogliera. Fettes la raggiunge e accanto al cadavere di MacFarlane scorge quello della donna.

## Differenze con l'opera letteraria
Nel racconto di Stevenson, MacFarlane non muore nel finale, tanto è vero che l'inizio del racconto, posto molti anni dopo la conclusione della vicenda narrata nel film, vede MacFarlane, ormai affermato medico, entrare in scena. Inoltre nel finale del flashback raccontato agli amici da Fettes, sia lui che MacFarlane scendono dalla carrozza prima che i cavalli fuggano terrorizzati. Con questo espediente l'autore offre un futuro di ravvedimento ai due protagonisti.

## Produzione
Il 18 maggio 1944, dieci giorni dopo aver completato le riprese di Al di là del mistero di Erle C. Kenton, Boris Karloff decise di lasciare la Universal. Stanco di continuare ad essere associato alla maschera di Frankenstein e deluso dal film appena girato (che avrebbe poi definito «un fritto misto di mostri») l'attore inglese tentò di rilanciare la sua immagine e firmò un contratto per tre film con la RKO Pictures. Dopo il flop del dramma Mademoiselle Fifi, lo studio ne approfittò per far tornare il team del produttore Val Lewton al genere horror, che in passato aveva fruttato i maggiori successi al box office con film come Il bacio della pantera e L'uomo leopardo.
Il soggetto venne individuato nel racconto Il trafugatore di salme di Robert Louis Stevenson, a sua volta ispirato alla vera storia di Burke e Hare, due serial killer scozzesi che tra il 1827 e il 1828 si erano guadagnati da vivere vendendo cadaveri di derelitti a scuole mediche, finendo per essere condannati per l'uccisione di diciotto persone. Lewton ritenne il progetto solo un "veicolo" per Karloff e si sentì privato della libertà di realizzare qualcosa di originale e creativo, ciò nonostante sviluppò una sceneggiatura (usando lo pseudonimo Carlos Keith) partendo da un adattamento dello scrittore Philip MacDonald.
A Karloff fu affidata la parte del sinistro vetturino John Gray e per aumentare l'attrattiva della nuova produzione lo studio ingaggiò anche Bela Lugosi, altro volto noto agli appassionati del brivido per il quale fu creato appositamente il personaggio di Joseph, il sordido domestico del dottor MacFarlane. Ormai nella fase discendente della carriera, Lugosi era anche sofferente per problemi di sciatica e fu relegato ad un ruolo secondario dato che non era in grado di gestire qualcosa di più impegnativo. «Era piuttosto malato ed era diventato dipendente dai farmaci, non parlava quasi con nessuno», ha ricordato in seguito l'attore Robert Clarke che nel film interpreta uno degli studenti di MacFarlane «se ne stava da solo e trascorreva molto del suo tempo sdraiato sulla schiena nel suo camerino. Quando l'assistente alla regia lo chiamava, usciva e faceva il suo lavoro». Per il ruolo del dottor MacFarlane venne scelto l'attore britannico Henry Daniell, dopo che erano stati presi in considerazione Albert Dekker, John Emery, George Coulouris, Philip Merivale e Alan Napier, mentre per quello della signora Marsh (la madre di Georgina) la scelta ricadde su Rita Corday che batté la concorrenza di Gwen Crawford e Audrey Long.
La regia fu affidata a Robert Wise e per la realizzazione del film fu messo a disposizione un budget di appena 125000 $. Lewton scrisse una lettera al produttore esecutivo Jack J. Gross chiedendo di aumentare le risorse che riteneva insufficienti anche per un  B-movie, tuttavia Gross confermò il budget e inviò al vice presidente esecutivo Charles Koerner un promemoria, in cui descrisse le richieste di Lewton con l'annotazione «Eccone un'altra dal nostro ragazzo problematico».
Le riprese furono effettuate dal 25 ottobre al 17 novembre 1944 negli studi della RKO a Hollywood, dove vennero impiegate alcune sezioni di set già usati anni prima nei film Notre Dame e Schiava del male. Gli esterni della sequenza finale in cui MacFarlane si lancia con la carrozza nella pioggia, realizzati nel Corriganville Movie Ranch di Simi Valley, furono girati dalla seconda unità guidata dal regista canadese Mark Robson.

## Distribuzione
Il 13 febbraio 1945 la RKO organizzò una proiezione speciale per la stampa che reagì positivamente, come The Hollywood Reporter che scrisse: «Karloff interpreta il ruolo del protagonista con un umorismo sardonico che rende doppiamente efficace la sua performance... Henry Daniell offre un ritratto eccezionale e convincente... Bela Lugosi appare brevemente come il sinistro servitore che cade vittima della sua stessa cupidigia... Robert Wise conferisce al film una regia distintiva... per Val Lewton è un'altra vetta della sua produzione». Il giorno successivo fu mostrato in anteprima a Saint Louis nel Missouri, dove ottenne un ottimo riscontro di pubblico e recensioni che ne preannunciarono il potenziale successo al botteghino.
Il debutto ufficiale avvenne il 10 maggio a Hollywood, dove il film segnò il record d'incassi durante la prima settimana, e il 25 maggio venne proiettato al Rialto Theatre di Broadway a New York.

### Home video
Il film è stato distribuito per la prima volta in DVD nel 2005 dalla Warner Home Video, in un'edizione che includeva anche Ho camminato con uno zombi di Jacques Tourneur e nel box set Val Lewton Horror Collection costituito da 5 DVD, che ha ottenuto una candidatura ai Saturn Awards come "miglior collezione DVD/Blu-ray". Il 26 marzo 2019 è stato distribuito in formato Blu-ray dalla Shout! Factory.

## Censura
Pochi giorni dopo la sua distribuzione il film fu "condannato" dalla città di Chicago e dallo stato dell'Ohio e ricevette dalla National Legion of Decency una valutazione "B" (moralmente discutibile in alcune parti) a causa della sua eccessiva efferatezza. La RKO riuscì a superare i tentativi di censura che si stavano estendendo allo Stato di New York, Kansas e Pennsylvania eliminando alcuni particolari considerati particolarmente macabri, soprattutto quelli riguardanti il disseppellimento e la dissezione dei corpi.
Nel Regno Unito la British Board of Film Classification impose l'eliminazione di 7 minuti che includevano tutti i riferimenti a Burke e Hare, i dettagli della scena in cui Gray uccide Joseph, l'intero dialogo tra Gray e Fettes che lo accusa di essere un assassino e alcuni frammenti del finale, dal quale l'immagine di Karloff venne quasi totalmente eliminata. Le sequenze sono state ripristinate solo nel 1998 nell'edizione VHS della 4 Front Video.
In Italia, dove fu annunciato con il titolo L'uomo di mezzanotte, il film non riuscì a superare la prima richiesta di revisione sottoposta alla Direzione generale Cinema del Consiglio dei Ministri che il 27 giugno 1949 espresse parere contrario alla sua proiezione in pubblico. Dopo aver eliminato la sequenza dell'uccisione di Lugosi e cambiato il titolo in La jena venne richiesta una nuova revisione alla Commissione d'Appello, che il 9 agosto rilasciò il nullaosta alla proiezione con il divieto ai minori di 16 anni.

## Accoglienza

### Incassi
Il film incassò poco meno di 1,5 milioni di dollari, di cui 900.000 negli Stati Uniti, risultando l'horror di maggior successo tra quelli prodotti fino ad allora dal team di Val Lewton.

### Critica
La rivista Variety apprezzò la prova di Henry Daniell e lo stile di Boris Karloff, la cui interpretazione è stata in seguito giudicata la migliore della sua carriera da gran parte della critica. Bosley Crowther del New York Times definì la vena del film "stantia e meccanica" al pari di quella del racconto originale mentre lo scrittore e critico cinematografico James Agee scrisse che il film fornisce «un'antologia di brividi e scosse decisamente maligne. L'improvviso sbuffo di un cavallo è calcolato per spaventare a morte... e l'ultima sequenza è un climax agghiacciante come probabilmente non se ne sono mai visti in un film dell'orrore».

## Riconoscimenti
Nel 1996 ha ricevuto una candidatura al Retro Hugo (Retrospective Hugo Award) per la miglior rappresentazione drammatica in un film uscito nel 1945.

## Colonna sonora
Le tracce della colonna sonora (Main Title, Edinburgh, The First Body, Finale) sono state pubblicate nel 2000 dall'etichetta Marco Polo in una raccolta di musiche da film di Roy Webb eseguite dall'Orchestra Sinfonica della Radio Slovacca diretta da William T. Stromberg.